# Astragalus dingjiensis
Astragalus dingjiensis es una especie de planta del género Astragalus, de la familia de las leguminosas, orden Fabales.

## Distribución
Astragalus dingjiensis se distribuye por China (Qinghai) y Tíbet.

## Taxonomía
Fue descrita científicamente por Ni & P. C. Li. Fue publicada en Acta Phytotaxonomica Sinica 17(2): 109 (1979).